# Ferland Mendy
Ferland Mendy (n. 8 iunie 1995, Meulan⁠(d), Île-de-France, Franța) este un fotbalist francez, care joacă pe post de fundaș lateral la Real Madrid în La Liga. Pe plan internațional, are prezențe la națională pentru Franța.

## Carieră

### Începutul carierei
În sezonul 2016-17 în Ligue 2 Mendy a avut 35 de apariții pentru Le Havre AC.

### Lyon
Mendy a semnat pentru Lyon la 29 iunie 2017 pe un contract de cinci ani. Taxa de transfer plătită la Le Havre a fost raportată la 5 milioane de euro plus un posibil bonus de 1 milion de euro.

### Real Madrid
La 12 iunie 2019, Mendy a semnat cu Real Madrid C.F un contract de șase ani

## Cariera internațională
În noiembrie 2018, Mendy a fost chemat la echipa franceză pentru prima dată după retragerea forțată a lui Benjamin Mendy pentru meciurile împotriva Olandei și Uruguayului.

## Statistici
La meciul jucat pe 26 aprilie 2025.
| Club          | Sezon         | Campionat     | Campionat | Campionat | Cupă    | Cupă   | Cupa Ligii | Cupa Ligii | Europa  | Europa | Altele  | Altele | Total   | Total  |
| Club          | Sezon         | Divizie       | Meciuri   | Goluri    | Meciuri | Goluri | Meciuri    | Goluri     | Meciuri | Goluri | Meciuri | Goluri | Meciuri | Goluri |
| ------------- | ------------- | ------------- | --------- | --------- | ------- | ------ | ---------- | ---------- | ------- | ------ | ------- | ------ | ------- | ------ |
| Le Havre II   | 2013–14       | CFA 2         | 20        | 0         | —       | —      | —          | —          | —       | —      | —       | —      | 20      | 0      |
| Le Havre II   | 2014–15       | CFA 2         | 23        | 0         | —       | —      | —          | —          | —       | —      | —       | —      | 23      | 0      |
| Le Havre II   | 2015–16       | CFA 2         | 13        | 1         | —       | —      | —          | —          | —       | —      | —       | —      | 13      | 1      |
| Le Havre II   | Total         | Total         | 56        | 1         | —       | —      | —          | —          | —       | —      | —       | —      | 56      | 1      |
| Le Havre      | 2014–15       | Ligue 2       | 1         | 0         | 0       | 0      | 0          | 0          | —       | —      | —       | —      | 1       | 0      |
| Le Havre      | 2015–16       | Ligue 2       | 11        | 0         | 1       | 0      | 0          | 0          | —       | —      | —       | —      | 12      | 0      |
| Le Havre      | 2016–17       | Ligue 2       | 35        | 2         | 1       | 0      | 2          | 0          | —       | —      | —       | —      | 38      | 2      |
| Le Havre      | Total         | Total         | 47        | 2         | 2       | 0      | 2          | 0          | —       | —      | —       | —      | 51      | 2      |
| Lyon          | 2017–18       | Ligue 1       | 27        | 0         | 0       | 0      | 1          | 0          | 7       | 0      | —       | —      | 35      | 0      |
| Lyon          | 2018–19       | Ligue 1       | 30        | 2         | 4       | 1      | 2          | 0          | 8       | 0      | —       | —      | 44      | 3      |
| Lyon          | Total         | Total         | 57        | 2         | 4       | 1      | 3          | 0          | 15      | 0      | —       | —      | 79      | 3      |
| Real Madrid   | 2019–20       | La Liga       | 25        | 1         | 0       | 0      | —          | —          | 5       | 0      | 2       | 0      | 32      | 1      |
| Real Madrid   | 2020–21       | La Liga       | 26        | 1         | 0       | 0      | —          | —          | 11      | 1      | 1       | 0      | 38      | 2      |
| Real Madrid   | 2021–22       | La Liga       | 22        | 2         | 1       | 0      | —          | —          | 10      | 0      | 2       | 0      | 35      | 2      |
| Real Madrid   | 2022–23       | La Liga       | 18        | 0         | 2       | 0      | —          | —          | 5       | 0      | 3       | 0      | 28      | 0      |
| Real Madrid   | 2023–24       | La Liga       | 23        | 0         | 1       | 0      | —          | —          | 11      | 0      | 2       | 1      | 37      | 1      |
| Real Madrid   | 2024–25       | La Liga       | 14        | 0         | 3       | 0      | —          | —          | 11      | 0      | 3       | 0      | 31      | 0      |
| Real Madrid   | Total         | Total         | 128       | 4         | 7       | 0      | —          | —          | 53      | 1      | 13      | 1      | 201     | 6      |
| Total carieră | Total carieră | Total carieră | 288       | 9         | 13      | 1      | 5          | 0          | 68      | 1      | 13      | 1      | 387     | 12     |

1. ↑  Include Coupe de France
2. ↑  Include Coupe de la Ligue
3. ↑  Apariții în UEFA Europa League
4. 1 2 3 4 5 6 7  Apariții în UEFA Champions League
5. 1 2 3  Apariții în Supercopa de España
6. ↑  O apariție în Supercupa Europei UEFA, două apariții în Supercopa de España
7. ↑  Două apariții în Supercopa de España, o apariție în Supercupa Europei UEFA

## Legături externe
- Profile at the Olympique Lyonnais website